# Anita Raffaella Cavalieri
Anita Raffaella Cavalieri (Ferrara, 18 agosto 1884 – Roma, 21 febbraio 1969) è stata una scultrice e poetessa italiana.

## Biografia
Figlia di Giuseppe e di Clara Archivolti e sorella di Pico, nacque da ricchissima e colta famiglia ebraica. Il padre possedeva una cospicua collezione di quadri antichi e di preziosi oggetti di arte suntuaria, codici miniati, incunaboli e manoscritti di letterati, collocata nel proprio palazzo di Corso della Giovecca. La madre ha invece legato il proprio nome all'ideazione di un sistema di biblioteche gratuite per ragazzi indigenti, mentre il fratello maggiore Pico era un valente fotografo e scienziato, nonché uno dei primi aviatori militari. Ebbe anche delle sorelle: Bice Elisa (1879, morte incerta) ed
Elda (1881-1902) mentre il padre ebbe, dal primo matrimonio con Laura Usielli (1840-1865 morta a causa del parto dando alla luce Bice, subito deceduta) Elisa Rachéle (1864-1873).
Inizialmente attratta dalla letteratura, la Cavalieri pubblicò nel 1905 con Zanichelli la silloge poetica Sguardi alla vita, permeata di echi simbolisti. Nel contempo prese a frequentare a Bologna lo studio privato dello scultore Diego Sarti, iscrivendosi poi all'Accademia di belle arti di Bologna, dove fu allieva in Plastica di Enrico Barberi, mentre Enrico Panzacchi le insegnava la Storia dell'arte. La famiglia possedeva a Bologna la Villa Altura e alternava i soggiorni con la residenza di Ferrara. 
Nel 1906 la Cavalieri partecipò, premiata alla Mostra nazionale di Milano allestita in occasione dell'inaugurazione del Traforo del Sempione, esponendo una lunetta neo-robbiana intitolata Sicut lilium florebit, pervenuta quindi in una versione fittile alla Basilica dell'Antoniano di Bologna, ove si trova ancor oggi su un portale esterno. Fu la prima delle mostre collettive a cui partecipò e che la videro esporre in numerose città (Bologna, Ferrara (1909 e 1920 Ritratto di signora), Roma (1909 la paura del castigo, 1911 L'offerta, 1922 Mio padre), Firenze, Torino, Montecatini Terme, Livorno, Rimini, Monaco di Baviera e Parigi).
A Parigi visse per qualche tempo, frequentando come allieva lo studio di Auguste Rodin, come documentano alcune lettere tra lei e il grande scultore francese.
Delle opere da lei esposte nelle collettive, si conoscono pochi esemplari, dal Ritratto del padre, bronzo conservato nella Casa Cavalieri di Ferrara, alla pàtera con elefantini, presso la Wolfsoniana di Genova.
Le altre opere sono note grazie ad un album con fotografie scattate dal fratello Pico: i ritratti della contessa Mercedes Avogli-Trotti, del commediografo Alfredo Testoni, del pittore Mario Cavaglieri, della maestra Alda Costa, dell'erudito Patrizio Antolini, dello scultore Antonio Alberghini, del grafico Severo Pozzati detto Sepo, le scene con animali, le figure allegoriche, le illustrazioni plastiche ad opere di Gabriele D'Annunzio e di Angelo De Gubernatis.

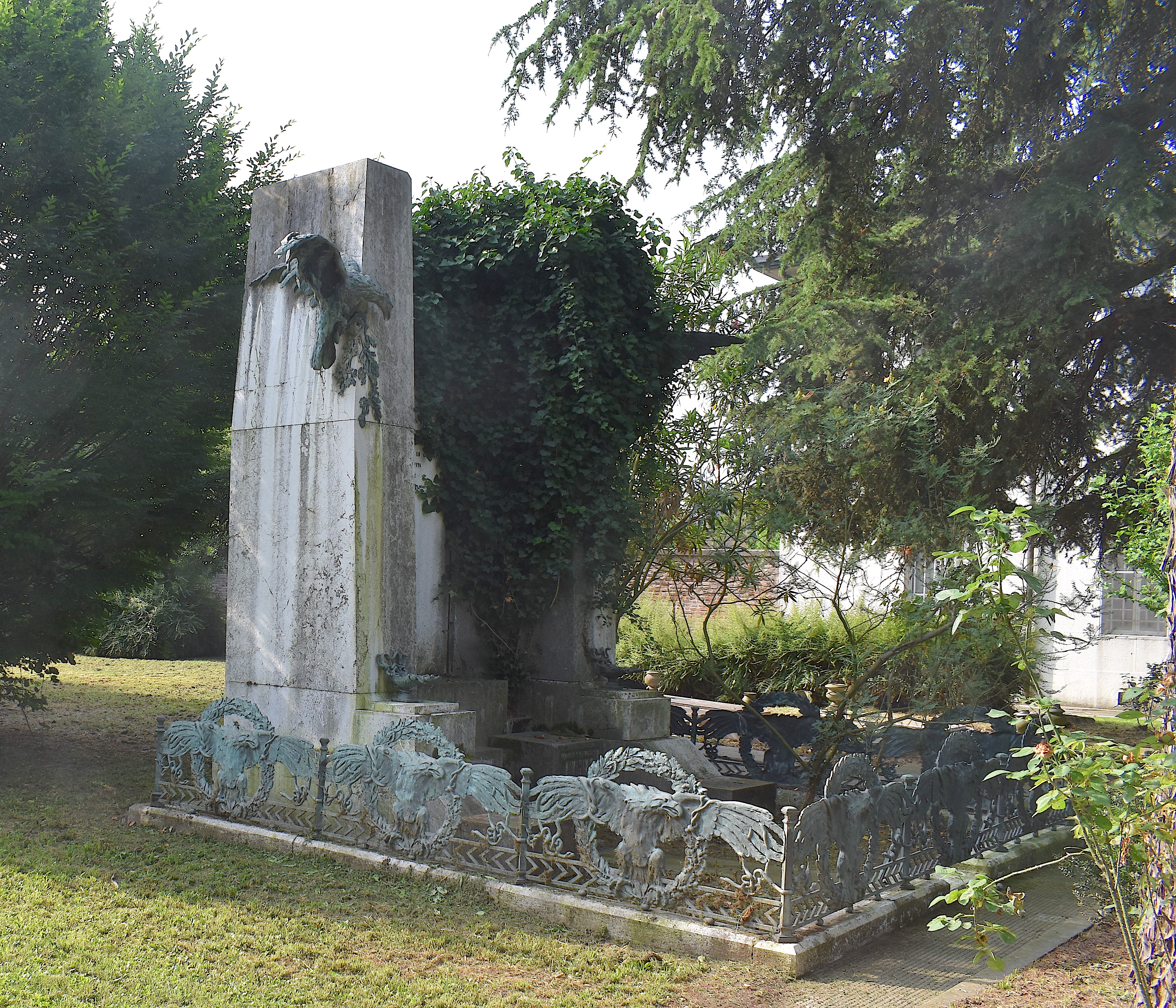
Arrigo Minerbi e Anita Raffaella Cavalieri, Monumento funebre a Pico Deodato Cavalieri (1923), cimitero ebraico di Ferrara

Le sculture della Cavalieri, in cui si rilevano influssi liberty e simbolisti, non a caso furono apprezzate da altri artisti ferraresi, a partire dallo scultore Mario Sarto al pittore Filippo de Pisis, i quali le dedicarono giudizi assai positivi.
Alla sua figura si ispira poi la scrittrice Jolanda, per delineare il personaggio della scultrice Alda Barbieri nel romanzo decadente La perla, ambientato nella Ferrara del primo novecento.
Scoppiata la grande guerra, Anita prestò servizio come infermiera volontaria negli ospedali da campo, mentre suo fratello Pico fu richiamato alle armi e perse la vita in un tragico incidente aereo nel gennaio 1917. La Cavalieri subito dopo volle curare un libro in sua memoria, introdotto da una sua toccante premessa. Conosciuto ai funerali il conte piemontese Giulio Palma di Cesnola, commilitone di Pico, convolò con lui a nozze nel 1919. Forse tutt'altro che incoraggiata dal nobile marito a continuare il suo percorso artistico, Anita prese allora la decisione di abbandonare la scultura. Unico monumento successivo al matrimonio rimane infatti la tomba di Pico, inaugurata nel 1923 nel cimitero israelitico di Ferrara: firmato assieme ad Arrigo Minerbi, è verosimile che Anita si sia limitata al solo disegno della composizione funebre, chiedendo all'altro di modellarla, nonostante le fonti riportino che tale monumento sia stato eseguito a quattro mani.
Trasferitasi a Roma con il marito, la Cavalieri si dedicò unicamente alla vita mondana, organizzando ricevimenti e balli e seguendo la carriera militare di lui, nominato infine Generale di Divisione Aerea. Assieme alla madre Clara, si occupò poi della controversa donazione del palazzo di famiglia al Comune di Ferrara, affinché divenisse la nuova sede del Museo del Risorgimento.
Morì a Roma nel 1969, a cinquanta anni dal matrimonio, ormai dimenticata come scultrice.